# 西村雄一
西村雄一（にしむら ゆういち，1972年4月17日—），日本籍足球裁判，也是2010年世界盃足球賽及2014年世界盃足球賽的主裁判之一。

## 生涯
西村雄一於2003年进入日本J联赛担任主裁判，2004年正式成為國際足協的國際裁判，翌年他主吹的首个国际大赛是為2005年東亞國家杯判法，在中國對南韓的賽事中，他先後向前者發出了4面紅牌，将中国队的助理教练及3名球员郜林、曹阳和李玮锋驱逐出场。同一場比賽中，由於边裁告诉了西村错误情況，故在比赛中誤把郜林当做李玮锋罚下，他其後向郜林道歉。
他是2007年亚洲杯及2007年世青盃的主裁判。
2008年，他是唯一一位為非洲國家盃執法的亞洲球證。另外，2010年世界盃足球賽，他為烏拉圭對法國的世界盃分組賽判法，在這場賽事中，西村發出了該屆世界盃的首面紅牌。这屇世界杯西村雄一执法了乌拉圭VS法国、西班牙VS洪都拉斯、巴拉圭VS新西兰和巴西VS荷兰的四场比赛。
2014年，他在2014年世界盃足球賽揭幕戰巴西對克羅地亞中擔任執法球證，但其將點球判給巴西致巴西領先的判決受到眾多專家和民眾質疑，也有大量日本網民表示不滿。
2014年，西村在2014亞冠盃決賽執法，該場賽事在西村的執法上有很多爭議，其中西悉尼流浪足球會球員辛達利比兩次在禁區內手球，以及高域在禁區明顯撲跌對方球員都沒有判罰12碼。最後兩隊0:0賽和，兩回合計希拉爾輸0:1飲恨。賽後希拉爾要求對西村作出調查和給予適當的懲罰。
2014年11月，由於在亞冠決賽第二回合中表現拙劣，亞足聯決定對日本主裁判西村雄一處以禁賽半年的處罰，並從亞洲精英裁判中除名。但是在亞冠決賽前，本來西村雄一已經向日本足協提出，退出國際比賽執法工作。但亞足聯卻很詭異地任命日本人執法亞冠終極決賽。

## 資料來源
1. ↑  .   [2014-06-14]. （原始内容存档于2016-03-04）.
2. ↑  .   [2010-06-30]. （原始内容存档于2016-03-05）.
3. ↑  . 凤凰体育.   [2014-06-14]. （原始内容存档于2016-03-04）.
4. ↑  .   [2014-06-14]. （原始内容存档于2016-03-04）.
5. ↑  .   [2014-11-05]. （原始内容存档于2016-03-04）.
6. ↑  . 東方日報 (香港). 2014年11月17日  [2014年11月17日]. （原始内容存档于2014年12月17日）. 参数|newspaper=与模板{{cite web}}不匹配（建议改用{{cite news}}或|website=） (帮助)